# 伦施法则
伦施法则（英語：Rensch's rule）是德国生物学家伯恩哈德·伦施提出的关于生物体型大小与两性体型差异之关系的生物学定律。当动物的雄性体型较大时，两性体型差异随该物种的平均体型增大而增大；当雌性体型较大时，两性体型差异随体型增大而减小。遵循这一法则的生物类群包括灵长目、鳍足类及偶蹄目。